# Кито
Сан Франсиско де Кито (шп. San Francisco de Quito) је главни и највећи град Еквадора у северозападној Јужној Америци. Налази се у северном делу Еквадора (види: Сателитска мапа) у долини реке Гвајљабамба на источним падинама вулкана Пичинча  (4.794 m), активном стратовулкану у планинама Анда. На надморској висини од 2.850 m, измереној на Тргу независности, Кито је други највиши главни град на свету. Кито је, по последњем попису 2019, имао 1.978.376 становника. Површина Кита је око 290 km².
Кито се налази око 35 km јужно од екватора. Споменик који означава екватор локални становници зову „средиште земље“ (la mitad del mundo). Захваљујући надморској висини и положају, клима у Киту је умерена до хладна, углавном константна током целе године, са највишом температуром од 21 °C. У Киту постоје само два годишња доба, лето (сува сезона) и зима (кишна сезона).
Кито је други по величини град у Еквадору, после Гвајакила.
Централни део града Кито је уписан 1978. године на листу Светске баштине као једно од првих места на тој листи с обзиром да је најбоље очуван и најмање измењен градски центар у Латинској Америци, а представља спој домородачке, шпанске, италијанске, маварске и фламанске уметности.

## Географија
Пичинча је активни вулкан који се налази непосредно западно изнад Кита. Два највиша врха на овој планини-вулкану јесу Гуагуа (4784 m) и Руку (4698 m). Активна калдера је Гуагуа на западној страни планине.
Оба врха видљива су из Кита и на њих се лако може попети. На Гуагуу се обично креће из села Лоа у околини Кита. У октобру 1999. десила се ерупција вулкана и град је био прекривен с неколико центиметара пепела. Пре тога, последње веће ерупције десиле су се 1553. и 1660, кад је око 30 cm пепела пало на град.
Вулкан Котопакси се налази 50 km јужно од Кита.

### Клима
Јужни део Кита има суптропску висораванску климу (Кепенова класификација климата Cfb), док северни део има медитеранску климу са топлим летњим периодом (Кепенова класификација климата Csb). Због надморске висине и положаја на екватору, Кито има прилично константну хладну климу. Просечна поподневна максимална температура је 21,4 °C (70,5 °F), а средња ноћна минимална температура 9,8 °C (49,6 °F). Средња годишња температура је 15,6 °C (60,1 °F). Град има само две сезоне: суву и влажну. Сушна сезона, од јуна до септембра (4 месеца), назива се летом; влажна сезона, од октобра до маја (8 месеци), назива се зимом. Годишња количина падавина, зависно од локације, износи око 1.000 mm (39 in).
Због своје надморске висине, Кито прима неке од највећих нивоа соларне радијације на свету, понекад достижући УВ индекс од 24 до соларног поднева.
Чињеница да Кито лежи готово на екватору значи да су системи високог притиска изузетно ретки. Притисак је стабилан, тако да су системи веома ниског притиска такође ретки. Од 1. јула 2010. до 30. јуна 2011. најнижи забележени притисак био је 998,2 hPa (29,48 inHg), а највиши 1.015,2 hPa (29,98 inHg). Упркос одсуству високог притиска, Кито још увек може да осети устаљене временске прилике. Генерално, највиши притисак је око поноћи, а најнижи усред поподнева.
| Клима Кита                                                                                       | Клима Кита   | Клима Кита   | Клима Кита    | Клима Кита   | Клима Кита    | Клима Кита   | Клима Кита   | Клима Кита   | Клима Кита   | Клима Кита    | Клима Кита    | Клима Кита    | Клима Кита       |
| Показатељ \ Месец                                                                                | .Јан.        | .Феб.        | .Мар.         | .Апр.        | .Мај.         | .Јун.        | .Јул.        | .Авг.        | .Сеп.        | .Окт.         | .Нов.         | .Дец.         | .Год.            |
| ------------------------------------------------------------------------------------------------ | ------------ | ------------ | ------------- | ------------ | ------------- | ------------ | ------------ | ------------ | ------------ | ------------- | ------------- | ------------- | ---------------- |
| Апсолутни максимум, °C (°F)                                                                      | 33,0 (91,4)  | 28,6 (83,5)  | 32,0 (89,6)   | 25,6 (78,1)  | 30,4 (86,7)   | 29,0 (84,2)  | 31,0 (87,8)  | 27,0 (80,6)  | 29,0 (84,2)  | 27,0 (80,6)   | 29,3 (84,7)   | 29,0 (84,2)   | 33,0 (91,4)      |
| Максимум, °C (°F)                                                                                | 21,2 (70,2)  | 21,0 (69,8)  | 20,8 (69,4)   | 20,9 (69,6)  | 21,0 (69,8)   | 21,1 (70)    | 21,5 (70,7)  | 22,2 (72)    | 22,3 (72,1)  | 21,8 (71,2)   | 21,3 (70,3)   | 21,3 (70,3)   | 21,4 (70,5)      |
| Просек, °C (°F)                                                                                  | 15,5 (59,9)  | 15,6 (60,1)  | 15,5 (59,9)   | 15,6 (60,1)  | 15,6 (60,1)   | 15,5 (59,9)  | 15,5 (59,9)  | 15,9 (60,6)  | 15,9 (60,6)  | 15,7 (60,3)   | 15,5 (59,9)   | 15,5 (59,9)   | 15,6 (60,1)      |
| Минимум, °C (°F)                                                                                 | 9,8 (49,6)   | 10,1 (50,2)  | 10,1 (50,2)   | 10,2 (50,4)  | 10,1 (50,2)   | 9,8 (49,6)   | 9,4 (48,9)   | 9,6 (49,3)   | 9,4 (48,9)   | 9,5 (49,1)    | 9,6 (49,3)    | 9,7 (49,5)    | 9,8 (49,6)       |
| Апсолутни минимум, °C (°F)                                                                       | 3,0 (37,4)   | 4,7 (40,5)   | 5,1 (41,2)    | 5,3 (41,5)   | 2,5 (36,5)    | 3,0 (37,4)   | 3,0 (37,4)   | 2,2 (36)     | 3,4 (38,1)   | 4,2 (39,6)    | 2,5 (36,5)    | 2,5 (36,5)    | 2,2 (36)         |
| Количина падавина, mm (in)                                                                       | 82,5 (3,248) | 111,0 (4,37) | 146,6 (5,772) | 171,2 (6,74) | 105,5 (4,154) | 39,5 (1,555) | 21,5 (0,846) | 27,7 (1,091) | 68,9 (2,713) | 114,9 (4,524) | 108,5 (4,272) | 100,4 (3,953) | 1.098,2 (43,236) |
| Дани са падавинама (≥ 1.0 mm)                                                                    | 10           | 11           | 15            | 15           | 13            | 7            | 5            | 5            | 11           | 14            | 11            | 11            | 128              |
| Сунчани сати — месечни просек                                                                    | 197          | 140          | 122           | 136          | 164           | 189          | 249          | 256          | 196          | 177           | 197           | 215           | 2.238            |
| Извор #1: World Meteorological Organization, (precipitation data),                               |              |              |               |              |               |              |              |              |              |               |               |               |                  |
| Извор #2: NOAA Вуду скајс (записи), Дански метереолошки институт (сунчаност и релатвна влажност) |              |              |               |              |               |              |              |              |              |               |               |               |                  |

| Климатски подаци за Кито   | Климатски подаци за Кито | Климатски подаци за Кито | Климатски подаци за Кито | Климатски подаци за Кито | Климатски подаци за Кито | Климатски подаци за Кито | Климатски подаци за Кито | Климатски подаци за Кито | Климатски подаци за Кито | Климатски подаци за Кито | Климатски подаци за Кито | Климатски подаци за Кито | Климатски подаци за Кито |
| Месец                      | Јан                      | Феб                      | Мар                      | Апр                      | Мај                      | Јун                      | Јул                      | Авг                      | Сеп                      | Окт                      | Нов                      | Дец                      | Година                   |
| -------------------------- | ------------------------ | ------------------------ | ------------------------ | ------------------------ | ------------------------ | ------------------------ | ------------------------ | ------------------------ | ------------------------ | ------------------------ | ------------------------ | ------------------------ | ------------------------ |
| Дневни просек светлих сати | 12,0                     | 12,0                     | 12,0                     | 12,0                     | 12,0                     | 12,0                     | 12,0                     | 12,0                     | 12,0                     | 12,0                     | 12,0                     | 12,0                     | 12,0                     |
| Просечни UV индекс         | 11+                      | 11+                      | 11+                      | 11+                      | 11+                      | 11+                      | 11+                      | 11+                      | 11+                      | 11+                      | 11+                      | 11+                      | 11                       |
| Извор: Временски атлас     |                          |                          |                          |                          |                          |                          |                          |                          |                          |                          |                          |                          |                          |

## Историја
Археолошка истраживања су потврдила да је ово подручје било насељено још око 900. пр. н. е. Још тада је имало велику важност због стратешког положаја раскршћа неколико трговачких путева и као место интензивне трговине.
Име града је изведено од народа Киту који је насељавао ово подручје много пре шпанског освајања. Године 1533. Себастијан Беналцазар је мирно освојио свој родни град који је до тада био престоница Инка, те је 1541. године постао и престоница шпанске колоније. San Francisco de Quito је остао главни град покрајине или народа Кито до краја шпанске колонијалне владавине.
Фрањевачки ред који је први успостављен у Киту одмах је почео са изградњом самостана који је постао средиште образовања и уметности са својом школом сликарства и вајарства. Уследили су августинци, доминиканци и исусовци који су својим самостанима накнадно обликовали изглед града у барокном стилу.
Године 1822. генерал Антонио Хосе де Сукре је у Киту прогласио независност Еквадора и град је постао политичко и привредно средиште новоформиране државе.
Град је претрпео више земљотреса од којих је највећа штета настала 1797, 1859. и 1917. године.

## Становништво
| 1950.   | 1962.   | 1974.   | 1982.   | 1990.     | 2001.     | 2010.     | 2019.     |
| ------- | ------- | ------- | ------- | --------- | --------- | --------- | --------- |
| 209.932 | 354.746 | 599.828 | 866.472 | 1.100.847 | 1.399.378 | 1.607.734 | 1.978.376 |

## Партнерски градови
- Краков
- Торонто
- Буенос Ајрес
- Мадрид
- Санто Доминго
- Кали
- Корал Гејблс